# Distrikt Parcoy
Der Distrikt Parcoy liegt in der Provinz Pataz in der Region La Libertad in West-Peru. Der Distrikt hat eine Fläche von 278 km². Beim Zensus 2017 wurden 18.730 Einwohner gezählt. Im Jahr 1993 lag die Einwohnerzahl bei 9226, im Jahr 2007 bei 16.437. Verwaltungssitz des Distriktes ist die 3126 m hoch gelegene Ortschaft Parcoy mit 1164 Einwohnern (Stand 2017). Parcoy liegt 34 km nordnordwestlich der Provinzhauptstadt Tayabamba. Nahe dem Hauptort Parcoy liegen die Kleinstädte und Ortschaften Llacuabamba mit 4857 Einwohnern, Retamas mit 1807 Einwohnern sowie La Soledad mit 1376 Einwohnern. 
In La Soledad wird am dritten Sonntag im September zu Ehren der Nuestra Señora de los Dolores ein Fest begangen. 
Einen wichtigen Wirtschaftszweig im Distrikt Parcoy bildet der Bergbau. Es wird Gold abgebaut. Die Bergbau-Unternehmen Consorcio Minero Horizonte SA (CMHSA) und Minera Aurífera Retamas SA (MARSA) betreiben im Umkreis von Parcoy Minen.

## Geographische Lage
Der Distrikt Parcoy liegt an der Westflanke der peruanischen Zentralkordillere im zentralen Norden der Provinz Pataz. Der Distrikt erstreckt sich über das obere Flusstal des Río Parcoy, ein rechter Nebenfluss des Río Marañón. Im Westen reicht der Distrikt bis zum Río Marañón. Im Osten verläuft die Wasserscheide zum weiter östlich gelegenen Einzugsgebiet des Río Huallaga.